# Чечель, Григорий Иванович
Чечель Григорий Иванович (родился 6 мая 1931 года) — советский и российский учёный-правовед, доктор юридических наук, профессор, Заслуженный юрист Российской Федерации. Индекс Хирша — 14.

## Биография
Родился в 1931 году в крестьянской семье. До начала Великой Отечественной войны окончил три класса школы, однако война прервала учёбу, и он в десятилетнем возрасте вынужден был работать в колхозе на вспомогательных работах. Отец и два старших брата ушли на фронт. Потерялись. Три года фашистской оккупации, послевоенная разруха и голод вынудили его в 1946 году поступить на учёбу в школу ФЗО. В 1950 году Г.И. Чечель начал работать в стройуправлении «Главстройтяжмаш» города Краматорска Сталинской (Донецкой) области, где был назначен бригадиром каменщиков, инструктором каменных работ, мастером строительного участка. С 1954 по 1957 годы — служба в г. Красноярске в отдельной роте связи: рядовой, помощник командира взвода, на втором году службы — старшина отдельной роты связи. Во время службы в армии Г.И. Чечель был избран заседателем военного трибунала.
Окончив в 1958 году десятый класс вечерней школы, Г.И. Чечель успешно сдал экскурсные экзамены на юридический факультет Томского государственного университета дневной формы обучения. В 1963 году окончил университет.
Работая в Ульяновском областном суде, он поступил в аспирантуру Саратовского юридического университета и под руководством профессора И.С. Ноя в 1972 году защитил кандидатскую диссертацию на тему «Смягчающие ответственность обстоятельства и их значение в индивидуализации наказания по советскому уголовному праву».
В 1973 году по приглашению ректора Саратовского юридического института Г.И. Чечель был избран по конкурсу старшим преподавателем кафедры уголовного и исправительного-трудового права этого вуза. Через год в связи с открытием Алтайского государственного университета, Григория Ивановича пригласили на работу в Барнаул, где он занимал должности старшего преподавателя, доцента, заведующего кафедрой уголовного права, процесса и криминалистики.
С 1989 года трудовая деятельность Г.И. Чечеля неразрывно связана со Ставропольским государственным университетом (в то время — Ставропольский государственный педагогический университет), куда он был приглашён во вновь созданный историко-юридический факультет.
В 1995 году в диссертационном совете Уральской государственной юридической академии он успешно защитил докторскую диссертацию на тему «Уголовно-правовые и криминологические проблемы борьбы с преступлениями против личности».
1997 год — присвоение учёного звания профессора.
В 2001—2009 годах Григорий Иванович был заведующим кафедрой уголовного права Ставропольского государственного университета.
В 2009 году оставил заведование кафедрой ввиду возраста.
Общий трудовой стаж Г.И. Чечеля составляет более 65 лет, в том числе судебный — свыше 27, преподавательский — 38 лет.

## Научная деятельность
Сферу его научных интересов составляют проблемы уголовного права, в части касающейся вопросов назначения наказания и уголовной ответственности за совершение преступлений против личности, также проблемы виктимологии и предупреждения преступлений.

## Наиболее значимые публикации
1. Чечель Г.И. Смягчающие ответственность обстоятельства и их значение в индивидуализацию наказания. — Саратов: изд. Саратовского университета, 1978;
2. Чечель Г.И., Минская В.С. Виктимологические факторы и механизм преступного поведения. — Иркутск: изд. Иркутского университета, 1988;
3. Чечель Г.И. Квалификация истязания по действующему законодательству. — Барнаул: изд. Алтайского университета, 1989;
4. Чечель Г.И. Жестокий способ совершения преступлений против личности. — Ставрополь: Ставропольское книжное издательство, 1992;
5. Чечель Г.И., Минская В.С. Уголовная ответственность за вымогательство. — Ставрополь: изд. Ставропольского университета, 1994;
6. Чечель Г.И. Заметки юриста по поводу и без повода. — Ставрополь: Ставропольсервисшкола, 2004;
7. Чечель Г.И. Убийство по мотиву национальной, расовой, религиозной ненависти или вражды либо кровной мести. — Ставрополь: Ставропольсервисшкола, 2005;
8. Чечель Г.И. Избранные труды по уголовному праву и криминологии. — Ставрополь: Ставропольсервисшкола, 2006.